# Gårdskulla gård
Gårdskulla gård är en herrgård i Sjundeå i Nylands län i Finland. Gårdskulla gård är en av de tio största gårdar i landet med över 300 hektar av odlat åker och över 1000 hektar av skog. Gården grundades år 1840.

## Historia
I skriftliga källor omnämndes Gårdskulla by första gången år 1469 med namnet Gåsekulla. Byn sammanfattades till Svidja slotts mark på 1500-talet när Erik Fleming ägde slottet.
Det var först på 1800-talet när Gårdskulla blev en självständig gård igen när bokhållare Emmanuel Wikberg köpte Gårdskulla. Efter Wikberg hamnade Gårdskulla till Sjundeås kyrkoherde Forssmans ägo. År 1840 köpte Erik Johan Rehnberg, ruståhollare från Bromarvs Refbacka gård, Gårdskulla och Gammelby gårdar och så grundade han Gårdskulla herrgård. Gårdskulla är fortfarande i familjen Rehnbergs ägo och nuförtiden är ägarna bröderna Henrik och Gustav Rehnberg.
Gårdskulla herrgårds huvudbyggnad var byggdes av trä år 1840 i två våningar. Gården ligger i slutet av björkallé i corps de logis -stilig landskap.
År 2015 köpte bröderna Rehnerg Svidja slott tillsammans med affärsmannen Antti Herlin. Slottet såldes av Senatfastigheter för 11.5 miljoner euro. År 2020 satte bröderna Rehnberg Svidja slott till salu igen.
Gårdskulla landbruksmuseum ligger vid Gårdskulla gårds mark.